# Danh sách núi tại Ukraina
Ukraina chủ yếu có hai vùng núi chính, là dãy núi Karpat ở phía tây nam và dãy núi Krym thuộc bán đảo cùng tên đang do Nga kiểm soát. Ukraina nằm ở đồng bằng Đông Âu, do đó phần lớn diện tích của nước này bao gồm chủ yếu là những ngọn đồi thoai thoải chứ không phải là những ngọn núi thực sự. Một số đỉnh núi cao có thể tồn tại trong các khu vực vùng đất cao Podilia và dãy núi Donets và hiếm khi xuất hiện tại những nơi khác.
Chornohora (Núi đen) là rặng núi thuộc Karpat bao gồm những đỉnh núi cao nhất trong cả nước. Các rặng núi đáng chú ý khác là Maramureş và Gorgany cũng nằm ở Karpat. Ở dãy núi Krym, rặng núi cao nhất Babuhan Yayla nằm gần Duyên hải phía Nam Krym (còn được gọi là UBK) và nó là một phần của chuỗi núi chính.
Trang này hiển thị những ngọn núi cao nhất ở Ukraina.

## Nhí cao nhất tại Ukraina
Danh sách gồm các đỉnh cao trên 1.500 m. Xếp hạng vị trí có thể có tranh chấp.
Dãy núi Karpat
| Hạng | Hình ảnh | Núi                | Cao (m) | Hệ thống | Rặng núi                      | Toạ độ                                        |
| ---- | -------- | ------------------ | ------- | -------- | ----------------------------- | --------------------------------------------- |
| 1    |          | Hoverla            | 2.061   | Karpat   | Chornohora                    | 48°09′36″B 24°30′1″Đ / 48,16°B 24,50028°Đ     |
| 2    |          | Brebeneskul        | 2.035   | Karpat   | Chornohora                    | 48°05′54″B 24°34′50″Đ / 48,09833°B 24,58056°Đ |
| 3    |          | Pip Ivan           | 2.021   | Karpat   | Chornohora                    | 48°02′52″B 24°37′40″Đ / 48,04778°B 24,62778°Đ |
| 4    |          | Petros             | 2.020   | Karpat   | Chornohora                    | 48°10′22″B 24°25′16″Đ / 48,17278°B 24,42111°Đ |
| 5    |          | Hutyn Tomnatyk     | 2.016   | Karpat   | Chornohora                    | 48°06′0″B 24°33′24″Đ / 48,1°B 24,55667°Đ      |
| 6    |          | Rebra              | 2.001   | Karpat   | Chornohora                    | 48°06′41″B 24°33′36″Đ / 48,11139°B 24,56°Đ    |
| 7    |          | Menchul            | 1.998   | Karpat   | Chornohora                    | 48°05′30″B 24°35′45″Đ / 48,09167°B 24,59583°Đ |
| 8    |          | Pip Ivan           | 1.936   | Karpat   | Maramureș                     | 48°55′35″B 24°19′30″Đ / 48,92639°B 24,325°Đ   |
| 9    |          | Turkul             | 1.933   | Karpat   | Chornohora                    | 48°07′26″B 24°31′52″Đ / 48,12389°B 24,53111°Đ |
| 10   |          | Breskul            | 1.911   | Karpat   | Chornohora                    | 48°09′4″B 24°30′43″Đ / 48,15111°B 24,51194°Đ  |
| 11   |          | Smotrych           | 1.898   | Karpat   | Chornohora                    | 48°04′10″B 24°38′43″Đ / 48,06944°B 24,64528°Đ |
| 12   |          | Blyznytsya         | 1.882   | Karpat   | Svydovets                     | 48°13′21″B 24°13′58″Đ / 48,2225°B 24,23278°Đ  |
| 13   |          | Dzembronia         | 1.877   | Karpat   | Chornohora                    | 48°04′38″B 24°36′18″Đ / 48,07722°B 24,605°Đ   |
| 14   |          | Shpytsi            | 1.863   | Karpat   | Chornohora                    | 48°07′32″B 24°34′5″Đ / 48,12556°B 24,56806°Đ  |
| 15   |          | Petrosul           | 1.855   | Karpat   | Chornohora                    | 48°04′38″B 24°36′18″Đ / 48,07722°B 24,605°Đ   |
| 16   |          | Dantsir            | 1.856   | Karpat   | Chornohora                    | 48°08′6″B 24°31′52″Đ / 48,135°B 24,53111°Đ    |
| 17   |          | Pozhyzhevska       | 1.822   | Karpat   | Chornohora                    | 48°8′38″B 24°31′27″Đ / 48,14389°B 24,52417°Đ  |
| 18   |          | Neniska Velyka     | 1.820   | Karpat   | Maramureș                     |                                               |
| 19   |          | Syvulya            | 1.818   | Karpat   | Gorgany                       |                                               |
| 20   |          | Ihrovets           | 1.803   | Karpat   | Gorgany                       |                                               |
| 21   |          | Zherban            | 1.795   | Karpat   | Maramureș                     |                                               |
| 22   |          | Bratkivska         | 1.788   | Karpat   | Gorgany                       |                                               |
| 23   |          | Homul              | 1.788   | Karpat   | Chornohora                    |                                               |
| 24   |          | Petros             | 1.784   | Karpat   | Maramureș                     |                                               |
| 25   |          | Shuryn             | 1.772   | Karpat   | Chornohora                    |                                               |
| 26   |          | Velyky Kotel       | 1.771   | Karpat   | Svydovets                     |                                               |
| 27   |          | Chyvchyn           | 1.769   | Karpat   | Chyvchyn                      |                                               |
| 28   |          | Dohyaska           | 1.764   | Karpat   | Svydovets                     |                                               |
| 29   |          | Hropa              | 1.763   | Karpat   | Gorgany                       |                                               |
| 30   |          | Dragobrat          | 1.763   | Karpat   | Svydovets                     |                                               |
| 30   |          | Dovbushanka        | 1.754   | Karpat   | Gorgany                       |                                               |
| 31   |          | Grofa              | 1.748   | Karpat   | Gorgany                       |                                               |
| 32   |          | Popadya            | 1.740   | Karpat   | Gorgany                       |                                               |
| 33   |          | Parenky            | 1.735   | Karpat   | Gorgany                       |                                               |
| 34   |          | Koman              | 1.723   | Karpat   | Chyvchyn                      |                                               |
| 35   |          | Moloda             | 1.723   | Karpat   | Gorgany                       |                                               |
| 36   |          | Strymba            | 1.719   | Karpat   | Gorgany                       |                                               |
| 37   |          | Chorna Kleva       | 1.719   | Karpat   | Gorgany                       |                                               |
| 38   |          | Tataruka           | 1.711   | Karpat   | Svydovets                     |                                               |
| 39   |          | Durna              | 1.709   | Karpat   | Gorgany                       |                                               |
| 40   |          | Unharyaska         | 1.708   | Karpat   | Svydovets                     |                                               |
| 41   |          | Nehrovets          | 1.707   | Karpat   | Gorgany                       |                                               |
| 42   |          | Stih               | 1.707   | Karpat   | Svydovets                     |                                               |
| 43   |          | Bushtul            | 1.691   | Karpat   | Gorgany                       |                                               |
| 44   |          | Yayko-Ilemske      | 1.679   | Karpat   | Gorgany                       |                                               |
| 45   |          | Budychevska Velyka | 1.677   | Karpat   | Chyvchyn                      |                                               |
| 46   |          | Stiy               | 1.677   | Karpat   | Borzhava                      |                                               |
| 47   |          | Bert               | 1.666   | Karpat   | Gorgany                       |                                               |
| 48   |          | Synyak             | 1.665   | Karpat   | Gorgany                       |                                               |
| 49   |          | Stih               | 1.635   | Karpat   | Maramureș                     |                                               |
| 50   |          | Tempa              | 1.635   | Karpat   | Svydovets                     |                                               |
| 51   |          | Pidpula            | 1.634   | Karpat   | Svydovets                     |                                               |
| 52   |          | Yayko-Perehinske   | 1.595   | Karpat   | Gorgany                       |                                               |
| 53   |          | Baba-Lyudova       | 1.590   | Karpat   | Hrynyavy                      |                                               |
| 54   |          | Kernychny          | 1.588   | Karpat   | Chyvchyn                      |                                               |
| 55   |          | Gorgan-Ilemsky     | 1.587   | Karpat   | Gorgany                       |                                               |
| 56   |          | Skupova            | 1.583   | Karpat   | Hrynyavy                      |                                               |
| 57   |          | Yarovytsya         | 1.574   | Karpat   | Yalovychory                   |                                               |
| 58   |          | Berlyaska          | 1.555   | Karpat   | Svydovets                     |                                               |
| 59   |          | Tarnavytsya        | 1.553   | Karpat   | Hrynyavy                      |                                               |
| 60   |          | Roztitska          | 1.527   | Karpat   | Hrynyavy                      |                                               |
| 61   |          | Zhyd-Mahura        | 1.518   | Karpat   | Borzhava                      |                                               |
| 62   |          | Velyky Verkh       | 1.508   | Karpat   | Borzhava                      |                                               |
| 63   |          | Pikui              | 1.405   | Karpat   | Striysko-Syanskaya Verkhovina | 48°49′48″B 23°00′2″Đ / 48,83°B 23,00056°Đ     |
| 64   |          | Parashka           | 1.268.5 | Karpat   | Parashka range                | 49°04′10″B 23°24′51″Đ / 49,06944°B 23,41417°Đ |
| 65   |          | Trostian           | 1.235   | Karpat   | Striysko-Syanskaya Verkhovina | 48°51′24″B 23°23′31″Đ / 48,85667°B 23,39194°Đ |

Dãy núi Krym
| Núi           | Cao    | Hệ thống | Rặng núi       | Vị trí           |
| ------------- | ------ | -------- | -------------- | ---------------- |
| Roman-Kosh    | 1545   | Krym     | Babuhan-yaila  | Alushta và Yalta |
| Demir-Kalu    | 1540 м | Krym     | Nikitska Yaila | Yalta            |
| Zeyitin-Kosh  | 1537 м | Krym     | Babuhan-yaila  | Alushta          |
| Кемаль-Егерек | 1529 м | Krym     | Nikitska Yaila | Yalta            |
| Eklizi-Burun  | 1527 м | Krym     | Chatir-Dah     | Alushta          |